# フランシスコ・パシェコ

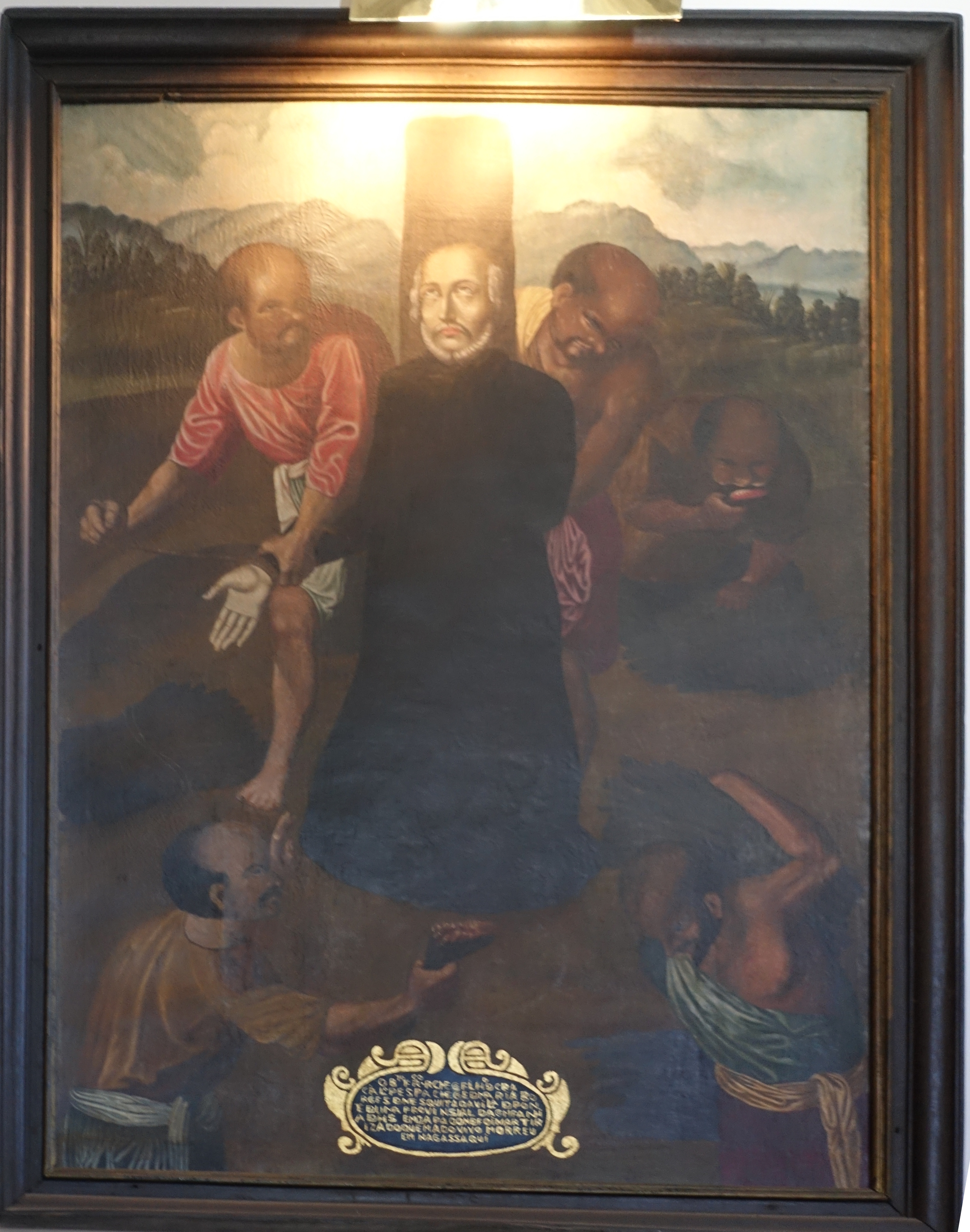
フランシスコ・パシェコ

R・P・フランシスコ・パシェコ（R. P. Francisco Pacheco、1565年ごろ - 1626年6月20日）は、ポルトガル出身のイエズス会宣教師、福者。姓はパチェコとも表記される。

## 経歴・人物
ヴィアナ・ド・カステロ県のポンテ・デ・リマに生まれる。1585年にイエズス会に入会し、ポルトガル領インドのゴアにて神学を学ぶ。その後は司祭となり、マカオで神学を教え1604年（慶長9年）に来日した。来日後は大坂や堺を中心に布教するが、1608年（慶長13年）にマカオに戻り同地のコレジオに任命される。
1612年（慶長17年）に再来日し、当時日本で布教活動を行っていたルイス・デ・セルケイラの代理となった。しかし1614年（慶長19年）に発令されたキリシタン追放令により再度離日しマカオに戻るも、翌1620年（元和6年）に再来日し長崎の島原や京都等西日本を中心に布教活動を行う。翌1621年（元和7年）にはイエズス会日本管区長となったが、1626年6月20日（寛永3年4月26日）に当時滞日していた同じイエズス会のスペイン出身のバルタサール・デ・トーレスと共に長崎の口之津で火刑に処された。1867年5月7日、教皇ピウス9世により列福された。